# Кафяв четириок опосум
Кафявият четириок опосум (Metachirus nudicaudatus) e вид опосум от семейство Didelphidae.

## Разпространение
Видът е широко разпространен в Южна и Централна Америка в страните Боливия, Бразилия, Колумбия, Коста Рика, Еквадор, Френска Гвиана, Гвиана, Мексико, Никарагуа, Панама, Парагвай, Перу, Суринам и Венецуела. Обитава равнинни тропични и субтропични гори на надморска височина до 1200 m.

## Описание
Козината е къса и гладка, отгоре кафява и мека, отстрани и под ушите канелена и бледожълта в областта на корема. Главата е пропорционално голяма със заострена муцуна. Ушите са дълги и голи. Устата е голяма и въоръжена с остри зъби. Представителите на вида са с бели петна над очите, поради което често са наричани четириоки опосуми. Крайниците са дълги и със светъл цвят. Опашката е люспеста и по-дълга от тялото.

## Хранене
M. nudicaudatus е нощен наземен вид, живеещ поединично. Той е всеяден с диета, която включва плодове, малки гръбначни животни, насекоми и други безгръбначни. За разлика от други опосуми представителите са изключително нервни и предпазливи. Те ходят бързо и тихо по земята и по върховете на паднали трупи.

## Размножаване
Гнездата, които обитават се намират в добре скрита кухина в или в близост до земната повърхност. Изградени са от листа и клонки. Те са сезонно циклични животни, раждащи от 1 до 9 малки. Нямат кожна торба, имат от 5 до 9 сукални зърна.

## Подвидове
- Metachirus nudicaudatus colombianus
- Metachirus nudicaudatus modestus
- Metachirus nudicaudatus myosuros
- Metachirus nudicaudatus nudicaudatus
- Metachirus nudicaudatus tschudii